# Тавберидзе (печера)
Печера Тавберидзе розташована в  Гудаутському районі  Абхазії, на західному схилі  Бзибського масиву. Протяжність 200 м, глибина 160 м, площа 120 м², об'єм 4000 м³.

## Складнощі проходження печери
Категорія складності 2Б.

## Опис печери
Вхід розташований в основі скельного виступу. Перший колодязь 45 м розділений невеликим уступом на дві частини і приводить до невеликої зали. У центрі зали знаходиться округлий отвір другого колодязя глибиною 80 м. У його середній частині в стіні є кілька необстежених вікон. Далі два невеликих уступи приводять до зали на глибині −152 м, звідки через вузький колодязь можна досягти позначки −162 м. Шахта закладена в нижньокрейдових вапняках, що падають на північно-північний захід під кутом 30°.

## Історія дослідження
Шахта відкрита в 1980 році сімферопольськими спелеологами.